# Léonce Bénédite
Léonce Bénédite (Nîmes, 14 januari 1859 - Parijs, 2 mei 1925) was een Franse kunsthistoricus en conservator. Hij was medeoprichter van de Société des Peintres Orientalistes Français (Vereniging voor Franse oriëntalistische schilders) en speelde een sleutelrol in het vestigen van de oriëntalistische kunst als een legitiem genre.
Van 1882 tot 1886 was hij assistent-conservator van het Kasteel van Versailles. Van 1886 tot 1896 was hij de eerste adjunct-directeur onder Étienne Arago in het Musée du Luxembourg, totdat hij in 1892 directeur werd. Voor Bénédite was schrijven onlosmakelijk verbonden met zijn functie als conservator. Hij was een productief schrijver en droeg bij aan boeken, catalogi en kunsttijdschriften.
Bénédite was een van de executeurs van het testament van Auguste Rodin en had de verantwoordelijkheid voor het beheer van Rodins artistieke nalatenschap. Hij speelde een centrale rol bij de oprichting van het Rodin Museum in het Hôtel Biron in 1919 en werd de eerste conservator van het museum. 

## Leven en carrière
Bénédite werd geboren in Nîmes, als zoon van Samuel Bénédite en Isabelle Lisbonne en broer van Georges Bénédite, de egyptoloog. Na het overlijden van haar eerste echtgenoot hertrouwde zijn moeder, Isabelle Lisbonne met Georges Lafenestre, een vooraanstaande conservator van het Louvre. Dankzij deze connectie had Léonce een bevoorrechte toegang tot hedendaagse kunstenaars. Bénédite had een academische achtergrond in rechten en kunstgeschiedenis. Al vroeg raakte hij betrokken bij het artistieke milieu als lid van de Salon des Artistes Français van 1880 tot 1881. Door zijn contacten met kunstenaars bouwde hij een netwerk van hechte relaties op dat hij zijn hele leven onderhield, met name door zijn actieve deelname aan verschillende kunstgenootschappen zoals de Sociëteit van Franse oriëntalistische schilders, de Sociëteit van Franse graveerschilders, de Sociëteit van lithografische schilders of de Sociëteit van schilders van Parijs. 
Tussen 1882 en 1886 was Bénédite assistent-conservator van het Kasteel van Versailles. In 1886 werd hij de eerste adjunct-directeur onder Étienne Arago in het Musée du Luxembourg, een kunstmuseum dat voornamelijk gewijd was aan Franse schilderkunst. In 1892 werd hij benoemd tot directeur en begon hij met het opstellen van een conserveringsbeleid dat in de loop der tijd weinig veranderde en dat hij uiteenzette in de catalogi van de collectie. Zowel in zijn conserveringsbeleid als in zijn aankoopbeleid drong hij aan op de presentatie van alle artistieke technieken. Hij verwierp de hiërarchie tussen kunstvormen en weigerde uitsluitend de schilderkunst te bevoordelen. Het aankoopbeleid richtte zich dan ook op het uitbreiden van nog niet-bestaande verzamelgebieden of op werken die zijn voorgangers niet op duurzame wijze hadden weten te organiseren. Hij verwaarloosde noch de beeldhouwkunst, noch de lithografie, noch de prentkunst en moedigde het verzamelen van kunstobjecten, waaronder penningen, aan. Ook stimuleerde hij musea om van elke belangrijke kunstenaar minstens één representatief werk tentoon te stellen, om zo jonge schilders te inspireren. In 1919 werd Bénédite de eerste conservator van het Musée Rodin. Hij beheerde daarnaast bijna dertig jaar lang de kunstaankopen voor de Franse staat.

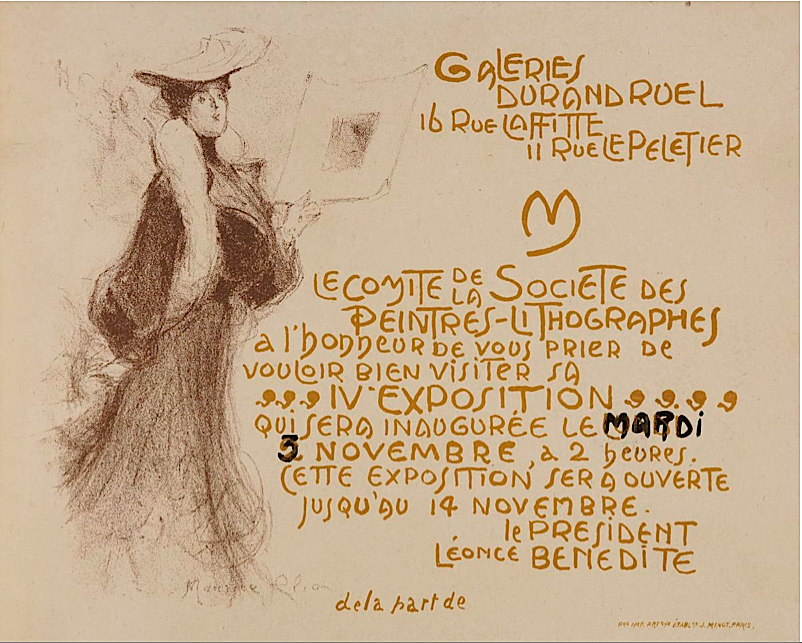
Affiche voor de vierde tentoonstelling van de Société des peintres-lithographes, samengesteld door Léonce Bénédite in Durand-Ruel, Parijs

Hij richtte in 1893 samen met Alphonse-Étienne Dinet de Société des Peintres Orientalistes Français op. Deze vereniging werd opgericht op de rug van het succes van Bénédites tentoonstelling, Eerste Retrospectieve en Lopende Tentoonstelling van Franse Oriëntalistische Schilders in 1892 en was grotendeels verantwoordelijk voor het geven van erkenning aan de oriëntalistische kunst als een aparte kunststroming. Hij werd de eerste voorzitter van de vereniging en bleef die functie vervullen tot aan zijn dood in 1925.
Een van Bénédites doelstellingen was om de oriëntalistische kunst in de Franse koloniale geschiedenis te plaatsen. Daartoe organiseerde hij een aantal tentoonstellingen om oriëntalistische kunst naast traditionele islamitische kunst te tonen. In zijn geschriften benadrukte hij ook de rol van oriëntalistische kunst als een legitiem genre op zich, evenals de rol ervan in het kolonialisme. Benjamin heeft betoogd dat Bénédite ongebruikelijk was in het combineren van kunst en geschiedenis binnen een koloniaal referentiekader. Samen met de toenmalige Franse gouverneur van Algerije richtte hij ook de Abd-el-Tif-prijs voor studiebeurzen op in de Villa Abd-el-Tif.
Voor Bénédite was schrijven onlosmakelijk verbonden met zijn functie als conservator. Hij leverde veelvuldig bijdragen aan kunstpublicaties. Hij schreef inleidingen voor tentoonstellingscatalogi en in tijdschriften en dagbladen. Ook publiceerde hij teksten over de omstandigheden tijdens een tentoonstelling of na de dood van een kunstenaar. Zijn onderwerp was net zo gevarieerd als zijn verworvenheden; hij publiceerde over Edward Burne-Jones, François Bonvin, Félix Braquemond, Eugène Carrière, Gustave Courbet, Théodore Chassériau, Alexandre Falguière, Henri Fantin-Latour, Alphonse Legros, Max Liebermann, Auguste Rodin en James McNeill Whistler. Hij populariseerde analyses van negentiende-eeuwse kunst in belangrijke syntheses ter ondersteuning van zijn studies naar kunstenaarsbiografieën. Zijn werken zijn opmerkelijk omdat ze de ‘evoluties van artistieke inspiratie’ proberen te analyseren. 
Bénédites enthousiasme voor zijn curatoriële taken, samen met zijn bevoorrechte contact met praktiserende kunstenaars, waren bepalende factoren voor de beeldhouwer Auguste Rodin, die hem aanstelde als executeur-testamentair, belast met de taak het artistieke erfgoed van Rodin te beheren.
Tussen 1916 en 1919 raakte Bénédite verwikkeld in controverses. In 1916 werd hij benoemd tot conservator van het Hôtel Biron. Hij zag deze aanstelling als een kans om zijn museografische ambities te realiseren en gaf opdracht tot de installatie van werken van de beeldhouwer Rodin, in een poging om het Rodin Museum en het Museum voor Hedendaagse Kunst op deze locatie te verenigen. Zijn legitimiteit werd echter betwist door Judith Cladel, Rodins assistente en rivale van de curator, die gebruik maakte van een affaire rond vervalste Rodins om Bénédite in diskrediet te brengen. De rechtszaken rondom deze zaak schaadde zijn reputatie. Desondanks bleef Bénédite zich richten op de vereisten van dit nieuwe type museum, opgericht op initiatief van een kunstenaar wiens testament hij moest respecteren. Zoals hij eerder in Musée du Luxembourg had gedaan, documenteerde hij zijn werkzaamheden als conservator in een catalogus waarin hij de faciliteiten van het museum beschreef, het Musée Rodin: Samenvattende catalogus van de werken van Auguste Rodin en andere kunstwerken van de schenking van Rodin tentoongesteld in Hotel Biron (1919). 
Bénédite was de eerste kunsthistoricus die expliciet de overeenkomsten tussen Manets Olympia en Titiaans Venus van Urbino erkende.
Bénédite stierf in 1925 in Parijs op 69-jarige leeftijd. Zijn archieven worden beheerd door de centrale bibliotheek van de nationale musea van het Louvre in Parijs. 

## Geselecteerde publicaties
Boeken
- - Meissonier: biographie critique published by H. Laurens, Paris, 1910
  - La peinture au XIXième siècle: d'après les chefs-d'oeuvre des maitres et les meilleurs tableaux des principaux artistes, uitgegeven door E. Flammarion, Parijs, 1909
  - Gustave Courbet, uitgegeven door J.B. Lippincott Co., Londen, 1913
  - Histoire des Beaux-Arts 1800-1900: peinture, sculpture, architecture, médaille et glyptique, gravure, art décoratif en France et à l’étranger, Ernest Flammarion, Parijs, 1909
  - Albert Lebourg, Georges Petit, Parijs, 1923
  - Rodin uitgegeven door John Lane, Londen, 1926
  - Théodore Chassériau; sa vie et son oeuvre, uitgegeven door Les Éditions Braun, Paris, 1931

Artikelen
- "Michel-Barthélémy Ollivier," Gazette des Beaux-Arts, 1895, déc., pp 453–470.
- "La Collection Caillebotte au musée du Luxembourg," Gazette des Beaux-Arts, 1897, mars, pp 249–258.
- "Les Salons de 1898," Gazette des Beaux-Arts, 1898, mai, pp 353–365; juin, pp 441–462 ; juillet, pp 55–76 and août, pp 129–148.
- "Théodore Chassériau et la Décoration de la Cour des Comptes," Art et Décoration, janvier-juin 1898, III, p. 22-25.
- "Décoration de l’Hôtel de Ville," Art et Décoration, janvier-juin 1898, III, pp 54–60.
- "Les Peintres orientalistes français," Gazette des Beaux-Arts, 1899, mars, pp 239–247.
- "Deux idéalistes: Gustave Moreau et E. Burne-Jones," Revue de l’art ancien et moderne, 1899, V, pp 265–290, pp 357–378, 1899 and VI, pp 57–70.
- "Jean-Charles Cazin," Revue de l’art ancien et moderne, 1901, X, pp 1–33 and pp 73–105.
- "Félix Buhot," Revue de l’art ancien et moderne, 1902, XI, pp 1–15.
- "Artistes contemporains: Alexandre Falguière," Revue de l’art ancien et moderne, 1902, XI, pp 65–87.
- "Figures d’Extrême-Orient (Œuvres de M. Perret), Art et Décoration, janvier-juin 1902, XI, pp 69-74.
- "John Lewis Brown," Revue de l’art ancien et moderne, 1903, XIII, pp 81–94.
- "Les Peintres-lithographes," Revue de l’art ancien et moderne, 1903, XIV, pp 491–505.
- "Art et Orient: L’œuvre d’Étienne Dinet," Art et Décoration, juillet-décembre 1903, XIV, pp 305–315.
- "Charles Cottet," Art et Décoration, janvier-juin 1904, XV, pp 101–116.
- "Au musée du Luxembourg: une exposition de quelques chefs-d’œuvre prêtés par des amateurs," Revue de l’art ancien et moderne, 1904, XV, pp 263–272.
- "Artistes contemporains: Whistler," Gazette des Beaux-Arts, 1905, mai, pp 403–410 ; juin, pp 496–511 ; août, pp 142–158 and sept, pp 231–246.
- "Théodore Rivière," Art et Décoration, juillet-décembre 1905, XVIII, pp 211–212.
- "Artistes contemporains: J.-J. Henner," Gazette des Beaux-Arts, 1906, janvier, pp 39–48, novembre, pp 393–406 ; 1907, octobre, pp 315–332 et novembre, pp 408–423; 1908, janvier, pp 35–58, mars, pp 237–264 and août, pp 137–166.
- "Lucien Simon," Art et Décoration, janvier-juin 1906, XIX, pp 24–37.
- "Un portrait de Dalou et de sa famille, par Sir Lawrence Alma-Tadema (musée du Luxembourg)," Musées et monuments de France, 1907, n° 9, pp 129–131.
- "Madame Marie Gautier," Art et Décoration, janvier-juin 1908, XXIII, pp 136–144.
- "Un bâtisseur belge: Georges Hobé," Art et Décoration, janvier-juin 1908, XXIII, pp 89–98.
- "Charles Meryon," Gazette des Beaux-Arts, 1910, février, pp 139–144.
- "La Collection Chauchard au musée du Louvre. (Les peintres de l’École dite de 1830)," Gazette des Beaux-Arts, 1911, février, pp 89–112.
- "L’École américaine au musée du Luxembourg," Revue de l’art ancien et moderne, 1914, XXXVI, pp 193–210.
- "Harpignies: 1819-1916," Gazette des Beaux-Arts, 1917, avril-juin, pp 207–235.
- "Auguste Rodin (1840-1917)," Gazette des Beaux-Arts, 1918, janvier-mars, pp 5–34.
- "Une exposition d’Ingres," Gazette des Beaux-Arts, 1921, juin, pp 325–337.
- "L’Exposition Baudry et Saint-Marceaux à l’École des Beaux-Arts," Gazette des Beaux-Arts, 1922, juin, pp 332–338.

- Bibsys: 90531617
- Biblioteca Nacional de España: XX1203679
- Bibliothèque nationale de France: cb127148063 (data)
- Gemeinsame Normdatei: 127687955
- International Standard Name Identifier: 0000 0000 8077 9480
- Library of Congress Control Number: n84090022
- Base Léonore: 19800035/230/30487
- Nationale Bibliotheek van Tsjechië: jn19990000773
- Nationale bibliotheek van Australië: 35653965
- Nationale Bibliotheek van Israël: 987007278441305171
- Nederlandse Thesaurus van Auteursnamen: 067914934
- RKD-Nederlands Instituut voor Kunstgeschiedenis: 468035
- Istituto Centrale per il Catalogo Unico: RAVV025634
- SNAC: w61p0ntn
- Système universitaire de documentation: 059429127
- Trove: 1028449
- Union List of Artist Names: 500314195
- Virtual International Authority File: 79127846
- WorldCat: E39PBJdmjgKfM9fWpqfPGBJv73